# Bufo occidentalis
Bufo occidentalis és una espècie d'amfibi de la família dels bufònids. Viu a Mèxic. Aquesta espècie es troba des de la Meseta Central de Mèxic, cap a l'oest al nord de Colima i centre-nord de Sinaloa, incloent el nord-oest, centre i est de Michoacán, centre i sud de Jalisco, el nord-oest de Guerrero i Oaxaca, i des del centre de Mèxic cap a l'est en el centre-sud Pobla, Tlaxcala i Veracruz, Mèxic. Es pot trobar entre 610-2.400 msnm. Aquesta espècie viu en una àmplia varietat d'hàbitats, des matolls xèrics de les terres baixes i boscos de fulla caduca als boscos de coníferes i roures. També es registra en ambients pertorbats. Es reprodueix en rierols. Es tracta d'una espècie terrestre i d'aigua dolça. Amenaces significatives per a la supervivència d'aquesta espècie és la dessecació, l'alteració i la contaminació dels rius i rierols, ja que requereix la presència d'aigua poc profunda neta permanent.